# Leo Isolani
Leonardo Isolani, detto Leo (Ancona, 9 giugno 1957), è un pilota automobilistico italiano, Campione Italiano GT CIVM 2011 con all'attivo 4 Coppe GT FIA EHCC, 10 Coppe CSAI di categoria (CIVM e TIVM) e 1 Coppa Italia Rally.

## Biografia

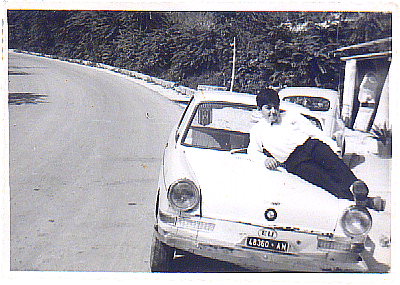
Leo Isolani nel 1964

Si avvicina al motorsport ancora adolescente, lavorando presso alcune officine di autoriparatori e preparatori auto e kart. In seguito lavora per alcune concessionarie di Ancona come venditore auto e veicoli industriali. Nei weekend si cimenta alla guida delle vetture da rally. Nel 1997 passa al professionismo e inizia una collaborazione con la Scuola Federale CSAI di Vallelunga dove, dopo aver frequentato il Corso Rally I '97, riceve la qualifica di Istruttore Federale per il settore rally. È anche istruttore per la Scuola Rally Opel in collaborazione con Autosprint. Dopo 11 anni di rally nel 2000 passa alle cronoscalata, specialità dove si cimenterà per altri 11 anni.

### Carriera nei rally
Muove i primi passi nel motorsport nel 1985 al volante di un kart. Al Rally del Conero 1987 fa il suo debutto agonistico in coppia con Max Barbetti, vincendo la coppa di classe a bordo di una Fiat 127 Sport. Nel 1988 vince il Trofeo Interregionale Rally Marche/Abruzzo. Nel 1995 inizia una collaborazione con il team Procar di Pistoia e nel 1996 conquista la Coppa Italia Rally 4ª Zona.

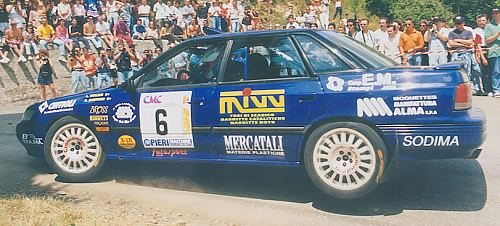
Rally del Casentino 1996

Nel 1997 passa al professionismo e inizia una lunga collaborazione con la scuderia Rubicone Corse. Il 1999 è l'ultima stagione rallystica completa. Dopo due rally ad inizio 2000 Isolani passa alle cronoscalate.

### Carriera nella velocità in salita

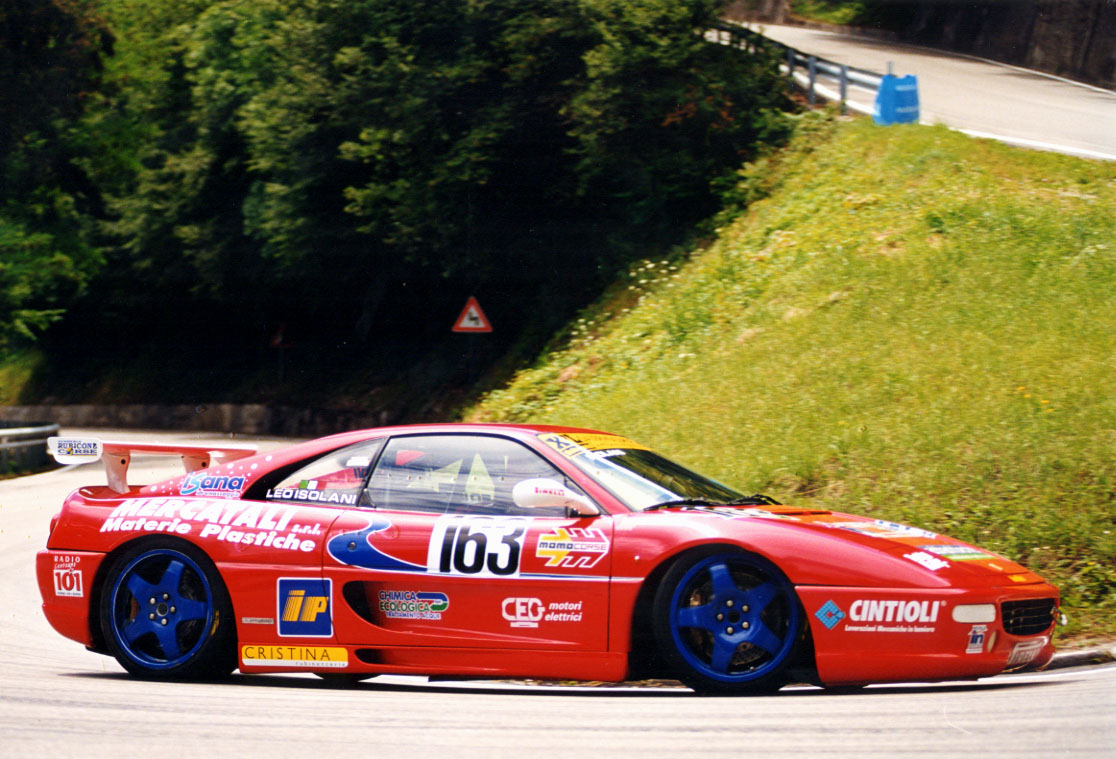
Trento/Bondone 2000

Il Team Malucelli di Forlì fornisce ad Isolani una Ferrari 355 Challenge con la quale il pilota marchigiano partecipa alla Trento/Bondone 2000, conquistando al debutto la classe Supercar GT. Nel 2011 Leo Isolani passa alla Ferrari F360 Challenge con la quale disputa tutto il Campionato Italiano Velocità Montagna (CIVM) conquistando a fine stagione il Trofeo Challenge Salita. Nel 2002 replica del programma nel CIVM, con conquista della Coppa Challenge Salita per la categoria superiore a 3000 cc.

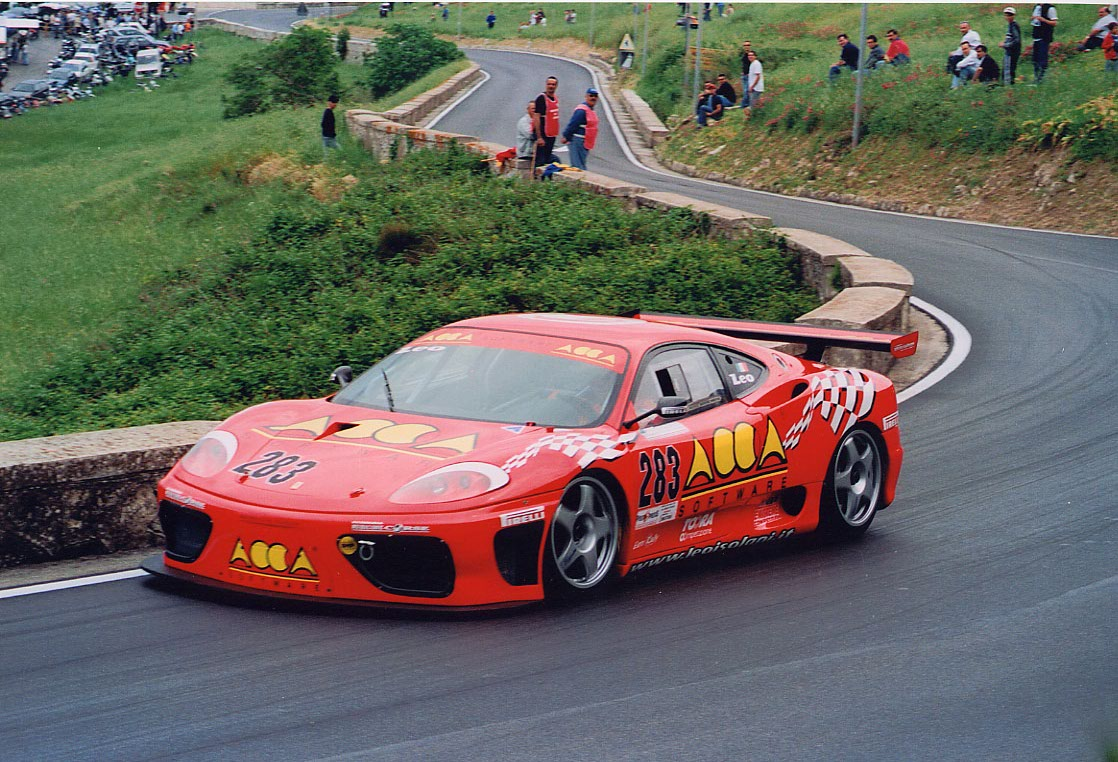
Monte Erice 2003

Il 2003 è un anno di transizione per Isolani, che si presenta al via del CIVM con una Ferrari 360 N-GT. Il lavoro di affinamento alle cronoscalate della 360 evoluta, di derivazione pistaiola FIA GT, è complesso e si protrae fino a tutto il 2004, stagione nella quale Leo Isolani si aggiudica la Coppa N-GT FIA nel CIVM e conquista il suo primo Trofeo GT nel Campionato Europeo della Montagna. Il 2004 inoltre inaugura ufficialmente l'Isolani Racing Team come squadra autonoma. Leo Isolani replica la Coppa N-GT Fia nel CIVM anche nel 2005, conquistando inoltre la Coppa GTM >3000 nel Trofeo Italiano Velocità Montagna, oltre al 2º Trofeo GT consecutivo nel Campionato Europeo della Montagna

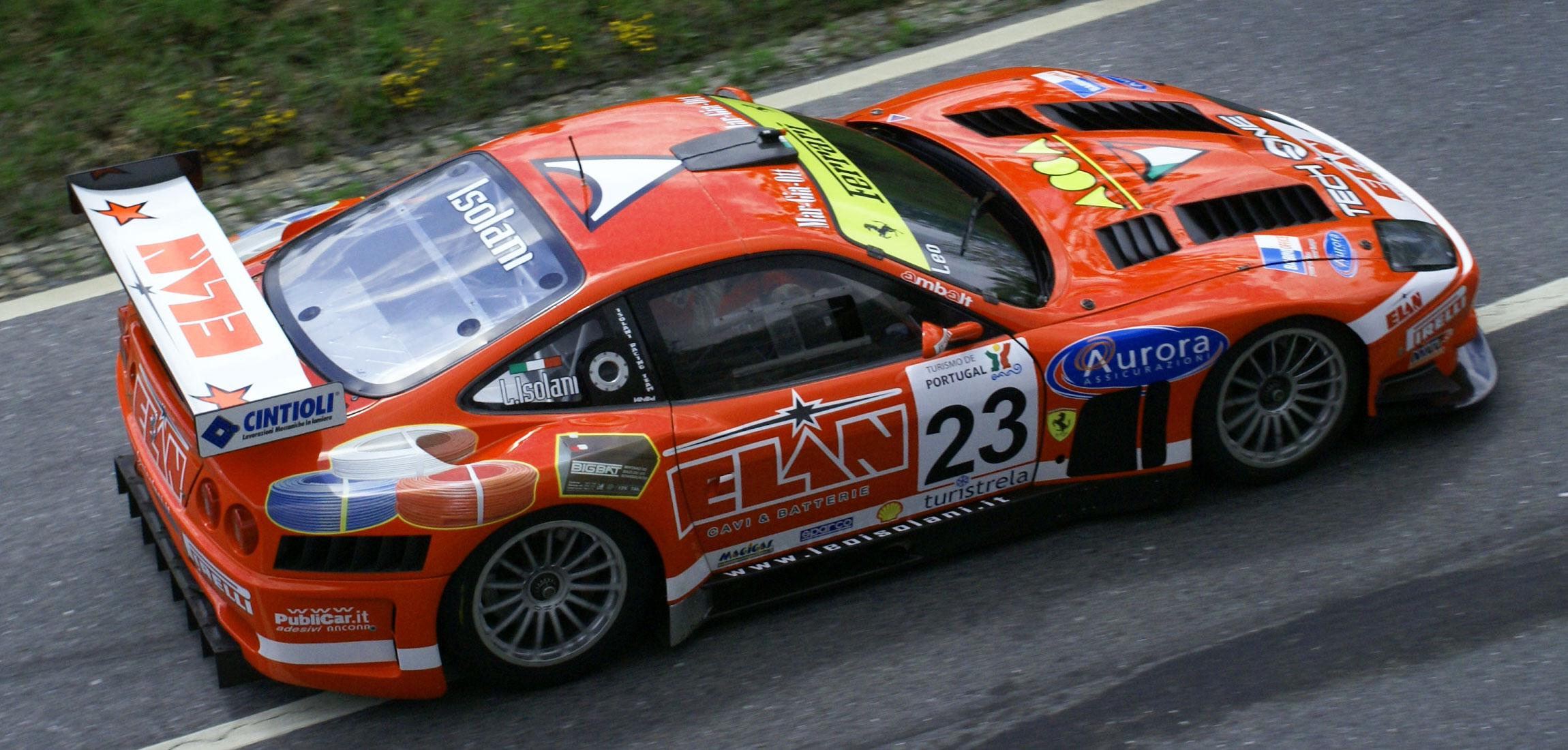
Serra da Estrela 2008

La stagione 2006 del CIVM inizia dalla Monte Erice in Sicilia, dove Leo Isolani si presenta ancora al volante della sua Ferrari 360 N-GT. Ma dal secondo appuntamento in programma in poi, la Coppa Selva di Fasano in Puglia, Isolani schiera una Ferrari 575 GTC ex Mondiale FIA GT, novità assoluta per le cronoscalate. Con questa vettura dopo poche gare Leo Isolani si piazza 3º assoluto alla Coppa Bruno Carotti di Rieti, valida anche per il Campionato Europeo, 1° tra i concorrenti iscritti al Campionato Italiano Velocità Montagna. Nel 2007 procede lo sviluppo della Ferrari 575 GTC per le cronoscalate e il pilota conquista la 3ª Coppa GT nel Campionato Europeo della Montagna.
Nel 2009 Leo Isolani punta alla coppa GTM nel CIVM, ma si deve accontentare della sola coppa di classe GT1. Nel 2010 ACI Sport istituisce il titolo di Campione Italiano CIVM-GT ma Isolani racimola, in solitaria, l'ennesima coppa GT1. Nel 2011 Leo Isolani chiude la sua carriera conquistando il titolo di Campione Italiano CIVM-GT.

## Controversie Legali
Da fine 2012 Leonardo Isolani è nel direttivo di Cosenza Guida Sicura, associazione oggetto di una lunga controversia legale con il Comune di Cosenza. In questo contesto, Isolani figura come "ambassador" Ferrari di cui garantisce l'interessamento per la costituzione, tra le altre iniziative, di un museo Ferrari negli stessi locali dell'associazione. Interessamento prontamente smentito da Maranello.
Il 9 Giugno 2020 il nome di Leonardo Isolani compare a fianco di quello di Irene Pivetti nell'inchiesta legata alla fornitura di mascherine alla Protezione Civile per l'emergenza Covid-19. Ma l'accostamento risale a fatti di quattro anni prima, altro filone di inchiesta per presunta evasione fiscale da parte di Isolani e la moglie. Leo Isolani, titolare di una società con sede a San Marino e indebitata con il Fisco per tre milioni di euro, avrebbe venduto, attraverso una società intermediaria, molti beni, fra cui 3 Ferrari, a una terza società di Hong Kong riconducibile a Irene Pivetti. Quest'ultima avrebbe poi rivenduto i beni a un'impresa cinese. Sotto la lente ci sono i flussi finanziari relativi a tali operazioni commerciali che risalgono al 2016. Anche perché nei vari passaggi i valori dei beni oggetto di compravendita sarebbero stati gonfiati. L'inchiesta si conclude a Marzo 2023 con il rinvio a giudizio per Irene Pivetti, Leo Isolani, la moglie Manuela Mascoli e la figlia Giorgia Giovannelli. L'accusa è evasione fiscale e autoriciclaggio. Il processo si apre a Giugno 2024, quando il PM di Milano Giovanni Tarzia chiede una condanna a 4 anni di reclusione per Irene Pivetti e 3 anni a testa per Leo Isolani, Manuela Mascoli e Giorgia Giovannelli. La sentenza di colpevolezza arriva a Settembre 2024, con condanna a 2 anni di reclusione (pena sospesa) e sanzione di 4.000 € a testa per Leo Isolani e la moglie Manuela Mascoli. La figlia è assolta.
1. ↑   Scuola Federale CSAI - Vallelunga, su vallelunga.it. URL consultato il 23 maggio 2012 (archiviato dall'url originale il 31 maggio 2013).
2. ↑   Procar Team, su procar.it. URL consultato il 23 maggio 2012.
3. ↑   Rubicone Corse, su rubiconecorse.com. URL consultato il 23 maggio 2012 (archiviato dall'url originale il 30 maggio 2012).
4. ↑   Cosenza Guida Sicura, su cosenzaguidasicura.com. URL consultato l'11 giugno 2020.
5. ↑   Cosenza ex bocciodromo il pomo della discordia, su quicosenza.it. URL consultato l'11 giugno 2020.
6. ↑   IRENE PIVETTI (navigatrice) in coppia con LEO ISOLANI (pilota) impegnati in una difficile Prova Speciale RALLY : Italia - Cina, su Le Cronache Lucane, 10 giugno 2020. URL consultato il 18 settembre 2020.
7. ↑   Milano, Irene Pivetti a processo per evasione a autoriciclaggio nell’inchiesta sulla compravendita delle Ferrari, su Open online, 21 marzo 2023. URL consultato il 12 giugno 2024.
8. ↑   Caso Pivetti, il Pm chiede 4 anni di carcere, su ticinonotizie.it, Ticino Notizie . it. URL consultato il 2024/06/12.
9. ↑  …Irene Pivetti condannata a 4 anni di carcere per evasione fiscale e riciclaggio: le Ferrari vendute (per finta) in Cina con il pilota Leo Isolani.